# Frontière entre Sainte-Lucie et Saint-Vincent-et-les-Grenadines
La frontière entre Sainte-Lucie et Saint-Vincent-et-les-Grenadines concerne la limite maritime entre les deux pays dans la mer des Caraïbes. Elle sépare l'île de Saint-Vincent et Sainte-Lucie dans le passage de Saint-Vincent.
Le traité qui régit la frontière a été signé le 6 juillet 2017 à l'occasion du 38e Conférence des chefs du gouvernement du CARICOM . Un autre accord a été signé le même jour concernant la Frontière entre la Barbade et Sainte-Lucie.

## Caractéristiques
Les espaces maritimes de chacun des deux pays sont délimités par la ligne située à égale distance de leur ligne de base respective ; elle joint par des arcs géodésiques les 21 points dont les coordonnées géographiques sont les suivantes (dans le système géodésique WGS 84):
- Point 1 : 13° 14′ 37.99″ N, 60° 22′ 59.31″ O
- Point 2 : 13° 15′ 17.92″ N, 60° 24′ 50.04″ O
- Point 3 : 13° 16′ 29.33″ N, 60° 27′ 58.93″ O
- Point 4 : 13° 16′ 57.95″ N, 60° 29′ 14.75″ O
- Point 5 : 13° 18′ 39.73″ N, 60° 33′ 24.69″ O
- Point 6 : 13° 21′ 32.99″ N, 60° 40′ 25.02″ O
- Point 7 : 13° 24′ 28.59″ N, 60° 46′ 54.32″ O
- Point 8 : 13° 26′ 02.13″ N, 60° 50′ 20.21″ O
- Point 9 : 13° 26′ 17.06″ N, 60° 50′ 53.14″ O
- Point 10 : 13° 27′ 18.45″ N, 60° 52′ 50.41″ O
- Point 11 : 13° 30′ 03.53″ N, 60° 58′ 05.19″ O
- Point 12 : 13° 30′ 39.12″ N, 60° 59′ 12.62″ O
- Point 13 : 13° 31′ 04.83″ N, 61° 00′ 03.83″ O
- Point 14 : 13° 32′ 04.47″ N, 61° 01′ 56.16″ O
- Point 15 : 13° 32′ 58.63″ N, 61° 03′ 36.34″ O
- Point 16 : 13° 34′ 00.99″ N, 61° 05′ 33.81″ O
- Point 17 : 13° 34′ 22.33″ N, 61° 06′ 48.75″ O
- Point 18 : 13° 35′ 48.83″ N, 61° 10′ 57.47″ O
- Point 19 : 13° 36′ 09.88″ N, 61° 11′ 55.57″ O
- Point 20 : 13° 36′ 35.32″ N, 61° 13′ 14.55″ O
- Point 21 : 13° 36′ 57.98″ N, 61° 14′ 28.79″ O
- Point 22 : 13° 38′ 02.38″ N, 61° 18′ 22.90″ O
- Point 23 : 13° 39′ 01.27″ N, 61° 22′ 00.02″ O
- Point 24 : 13° 43′ 41.68″ N, 61° 39′ 25.49″ O
- Point 25 : 13° 48′ 43.75″ N, 61° 58′ 00.39″ O
- Point 26 : 13° 54′ 03.92″ N, 62° 16′ 06.01″ O
- Point 27 : 14° 03′ 21.17″ N, 62° 48′ 37.29″ O

Une extrémité Ouest est le quadri-point avec le Venezuela et la Martinique tandis que l'extrémité Est est un tri-point avec la Barbade.

## Carte des frontières maritimes dans les Caraïbes

Délimitations des frontières maritimes dans les États et territoires des Caraïbes.